# حذيفة بن محصن
حذيفة بن محصن القَلْعَاني أو الغلفاني البارقي، من أصحاب الرسول محمد، بعثه الرسول محمد إلى أهل عمان مصدقاً له ووالياً عليهم. قائد عسكري شهد الفتوحات الإسلامية شهد القادسية وفتوحات الفرس وكان من المفاوضين الذين بعثهم سعد بن أبي وقاص إلى رستم قائد الفرس، أَمَّره أبو بكر الصديق في حرب أهل الردة.
وكان حذيفة قائد الحملة التي أرسلها أبو بكر الصديق إلى دبا لما ارتد أَهلها، 
وكان معه عكرمة بن أبي جهل وعرفجة بن هرثمة البارقي فظفروا بالمرتدين، عينه أبو بكر والياً على عمان. وبعد وفاة أبي بكر، ولاه عمر بن الخطاب على اليمامة.

## النسب
أجمع النسابة في روايات مختلفة أن حذيفة من الأزد ثم بارق واسمه حذيفة بن محصن البارقي ومن أشهرهم: ابن الكلبي، البلاذري، الواقدي، الحموي، أبو المنذر الصحاري، جواد علي.وهو أخو عمرو بن محصن الأزدي، قاتل عمار بن ياسر.
وقد شذ عن ذلك سيف بن عمر وهو من الضعاف في النسب والرواية، ونسب حذيفة لحمير وقد نقل عنه الطبري وجمع من المتأخرين وهي من الروايات المشكوكة لضعف سيف بن عمر وتناقضها مع أشهر الروايات.

## حذيفة وثورةاهل عمان
قدموا اهل عمان على رسول الله صلى الله عليه وسلم مسلمين. فبعث إليهم مصدقا حذيفة بن محصن البارقي. وأمره «أن يأخذ الصدقة من أغنيائهم. ويردها على فقرائهم» ففعل ذلك حذيفة. 
فلما توفي رسول الله صلى الله عليه وسلم منعوا الصدقة وارتدوا فدعاهم حذيفة إلى التوبة. فأبوا وجعلوا يرتجزون:
| حذيفة بن محصن | لقد أتانا خبر ردي أمست قريش كلها نبي | حذيفة بن محصن |

فكتب حذيفة إلى أبي بكر بأمرهم. فاغتاظ غيظا شديدا، وقال «من لهؤلاء؟ ويل لهم». 
ثم بعث إليهم عكرمة بن أبي جهل فجاءه كتاب أبي بكر: " سر إلى حذيفة في دبا. فسار عكرمة في نحو ألفين من المسلمين وكان رأس أهل الردة: لقيط بن مالك الأزدي فلما بلغه مسير عكرمة، بعث ألف رجل من الأزد يلقونه. وبلغ عكرمة: أنهم جموع كثيرة فبعث طليعة وكان للعدو أيضا طليعة فالتقت الطليعتان فتناوشوا ساعة ثم انكشف أصحاب لقيط بن مالك الأزدي وقتل منهم نحو مائة رجل وبعث أصحاب عكرمة فارسا بخبره. فأسرع عكرمة حتى لحق طليعته ثم زحفوا جميعا وسار على تعبئة حتى أدرك القوم فاقتتلوا ساعة ثم هزمهم عكرمة، وأكثر فيهم القتل ورجع فلهم إلى لقيط بن مالك الأزدي فأخبروه أن عكرمة مقبل فقوي جانب حذيفة. ومن معه من المسلمين فناهضهم وجاء عكرمة فقاتل معهم فانهزم العدو حتى دخلوا مدينة دبا فحصرهم المسلمون شهرا وشق عليهم الحصار إذ لم يكونوا قد أخذوا له أهبة. 
فأرسلوا إلى حذيفة يسألونه الصلح فقال: لا، إلا بين حرب مجلية أو سلم مخزية. قالوا: أما الحرب المجلية فقد عرفناها فما السلم المخزية؟ قال: تشهدون أن قتلانا في الجنة وقتلاكم في النار، وأن كل ما أخذناه منكم فهو لنا، وما أخذتموه فهو رد لنا. وأنا على حق وأنتم على باطل وكفر، ونحكم فيكم بما رأينا فأقروا بذلك. 
فقال: اخرجوا عزلا، لا سلاح معكم ففعلوا. فدخل المسلمون حصنهم. فقال حذيفة : إني قد حكمت فيكم، أن أقتل أشرافكم وأسبي ذراريكم. 
فقتل من أشرافهم مائة رجل وسبى ذراريهم. 
وقدم حذيفة بسبيهم المدينة المنورة. وهم ثلاثمائة من المقاتلة وأربعمائة من الذرية والنساء. 
وأقام عكرمة بدبا عاملا عليها لأبي بكر. 
فلما قدم حذيفة بسبيهم أنزلهم أبو بكر رضي الله عنه دار رملة بنت الحارث، وهو يريد أن يقتل من بقي من المقاتلة. والقوم يقولون: والله ما رجعنا عن الإسلام ولكن شححنا على أموالنا، فيأبى أبو بكر أن يدعهم بهذا القول. وكلمه فيهم عمر. وكان الرأي أن لا يسبوا. 
فلم يزالوا موقوفين في دار رملة حتى مات أبو بكر. فدعاهم عمر فقال: انطلقوا إلى أي بلاد شئتم. فأنتم قوم أحرار. فخرجوا حتى نزلوا البصرة.

## حذيفةورستم
بعث رستم برسالة إلى زهرة بن الحُوِيَّة يقول له: أرْسِلْ إلينا الرجل الذي كان عندنا. فرسل زهرة بذلك إلى سعد بن أبي وقاص، فقال له سعد: بل أرسل له اليوم آخر. فأرسل حذيفة بن محصن، فدخل عليه وهو راكب فرسه، فقالوا له: انزل من على فرسك. فقال: لا، والله لا أنزل؛ أنتم دعوتموني، فإن أردتم أن آتيكم كما أُحِبُّ، وإلا رجعت. ودخل حذيفة بجواده يمشي به على البُسط، وظل راكبًا حتى وصل إلى رستم. فقبل رستم أن يحدثه فوق حصانه، وهو يمشي على سريره المذهب!! وبدأ يخاطبه، فقال له: ما بالك جئت ولم يجئ صاحبك؟ يقصد ربعي بن عامر، فقال له: إن أميرنا يعدل بيننا في الرخاء والشدة، وهذه نوبتي. أي أن كل واحدٍ في جيش المسلمين له دور، وهذا دوري، وأميرنا يوزع علينا الأمور بالتساوي.
فقال له: ما جاء بكم؟ فقال له: إن الله مَنَّ علينا بدينه، وأرانا آياته فعرفناه، وكنَّا له منكرين، ثم أمرنا بدعاء الناس إلى ثلاث فأيُّها أجابوا قبلناه: الإسلام وننصرف عنكم، أو الجزاء (أي الجزية) ونمنعكم إن أردتم ذلك، أو المنابذة. فقال له رستم: أو الموادعة إلى يوم ما؟ أي من الممكن أن تعطينا فرصة؛ فقال له: نَعَمْ، ثلاثة أيام. فقال: إذن تقاتلونا في اليوم الرابع. فقال: ثلاثة أيام من أمسِ (وهو اليوم الذي تحدث فيه مع ربعي بن عامر)؛ وعلى ذلك فقتالكم في اليوم الثالث.
وعلى الفور اضْطَرب رستم اضطرابًا شديدًا، ونظر إلى قومه، فعلم القوم ما يدور في ذهنه (فهذان الاثنان متفقان في الرأي والتفكير، وهذا ما أوقع الرعب في قلبه)، فأراد رؤساء القوم أن يخففوا من هول الموقف عليه، وأن يُثبتوا له أن هؤلاء القوم ليس لهم قوة أو خبرة بالحروب؛ فقالوا لحذيفة بن محصن: ما هذا الذي تحمله؟! فأخرج سيفه كأنه شعلة من نار؛ فصرخ رستم في وجهه: أَغْمِدْه.
فأغمده بعد أن رأى الرعب في أعينهم، ثم أقاموا له درعًا من دروعهم، فأطلق فيه سهمًا فخرقه، ثم أقام لهم جحفته وكانت من جريد النخل، فأطلقوا عليها سهامهم، فسلمت؛ فقال لهم: يا قوم فارس، إنكم عظَّمتم الطعام والشراب وعظمتم اللهو، ولم نعظمهم؛ فعَظَّمَنا الله وصغَّرَكُم. أي: كانت هذه الأشياء منتهى تفكيركم، ولم نكن نحن كذلك؛ فلذلك منحنا الله قوة تجعل سهامنا تخترق أي درع من دروعكم، ولا تخترق سهامكم دروعنا حتى وإن كانت من جريد النخل؛ ثم رجع حذيفة بن محصن إلى المسلمين، وعاد رستم يجادل قومه مرة أخرى.